# 貝絲·哈蒙
伊莉莎白·「貝絲」·哈蒙（英語：Elizabeth "Beth" Harmon）是沃爾特·特維斯的小说《后翼棄兵》和Netflix同名迷你剧中的主角，由安雅·泰勒-喬伊飾演。泰勒-喬伊飾演貝絲的表現獲得廣泛好評。她獲得黃金時段艾美獎有限影集/電視電影最佳女主角提名，並且榮獲金球獎最佳電視影集演出–有限劇集及電視電影類和美國演員工會獎最佳迷你劇與電視電影類女演員。

## 虛構傳記
貝絲是一位西洋棋神童，她八歲時由於母親於車禍中喪生，因此成為孤兒。在孤兒院長大的她，由校工薛波先生教她下西洋棋，很快地她就成為一名厲害的棋士。在孤兒院時，她努力擺脫對鎮靜劑的成癮。在她十幾歲的時候，她被收養並開始在西洋棋界迅速崛起，最終挑戰蘇聯頂尖棋手。隨著她的棋藝和影響力增強，最終她對鎮靜劑和酒精的依賴也隨之增加。

## 概念和靈感
黛安娜·蘭尼（Diana Lanni）是一位與特維斯同時代的紐約西洋棋棋手，曾代表美國參加位於陸森市舉辦的1982年西洋棋奧林匹克，她曾暗示貝絲·哈蒙這個角色至少有一部份靈感源自於她，而她的朋友——西洋棋特級大師拉里·考夫曼則是小說中哈利·巴提克此角色的靈感來源。蘭尼認為她在華盛頓廣場公園的戶外桌下棋時吸引特維斯的注意是有道理的，因為她是在場唯一的女性，而且她有憂鬱症以及成癮的問題。據信還有其他現實生活中存在的棋手，包括鮑比·菲舍爾和特維斯本人，都是貝絲此角色的靈感來源。然而，特維斯明確否認他筆下任何角色都是以現實生活中的人物為原型。他還說，他覺得書寫一個女性角色比較有趣。

## 電視改編
在多次嘗試把這部小說搬上螢幕失敗後，宣布他們已經獲得此小說的版權，2019年3月19日，透過的推特推文，確認安雅·泰勒-喬伊為此劇的主角。